# Сокольники (Мазоловский сельсовет)
Соко́льники (бел. Сако́льнікі) — деревня в Мазоловском сельсовете Витебского района Витебской области Белоруссии. Расположена в 20 км к северу от Витебска на автодороге Н2313. Население — 50 жителей (2019). В начале XX века в д. Сокольники Верховской волости Витебского уезда было 13 дворов, 118 жителей.

## География
К югу от деревни протекает река Лужесянка.

## История
Известно с XVI века, как государственная собственность в Великом Княжестве Литовском. В XVII веке деревня в составе Витебской экономии в Витебском воеводстве.
В 1634 году в Сокольниках размещалась православная церковь.
В 1661 году имение Сокольники принадлежало иезуитам. С 1765 года в составе казенного имения Буева в Буевском войтовстве.
После 1-го раздела Речи Посполитой в составе Российской империи.
В 2011 году часть территории дер. Сокольники включена в городскую черту Витебска.

## Достопримечательность
- Памятный знак на месте бывшей усадьбы краеведа А. П. Сапунова «Каховка». Установлен в 2000 году. Расположение: в 300 метрах к юго-западу от д. Сокольники.
- Неподалёку от деревни расположена Шекелевская мельница. Правда к нашим дням сохранились лишь её разломы.
- Со слов местных жителей мы узнали, что в начале XIX века в деревне была православная церковь, которая во время службы с людьми ушла под землю, и даже в наши дни местные рыбаки наблюдают как из под земли выбивает отёсанные брёвна.
- Вокруг деревни в середине XX века было очень много деревень таких как Марковичи, Высокое, Каховка, Избовичи, Толыново, но жаль что в наше время остались лишь сады и фундаменты от домов.